# PSA-TU-Motor

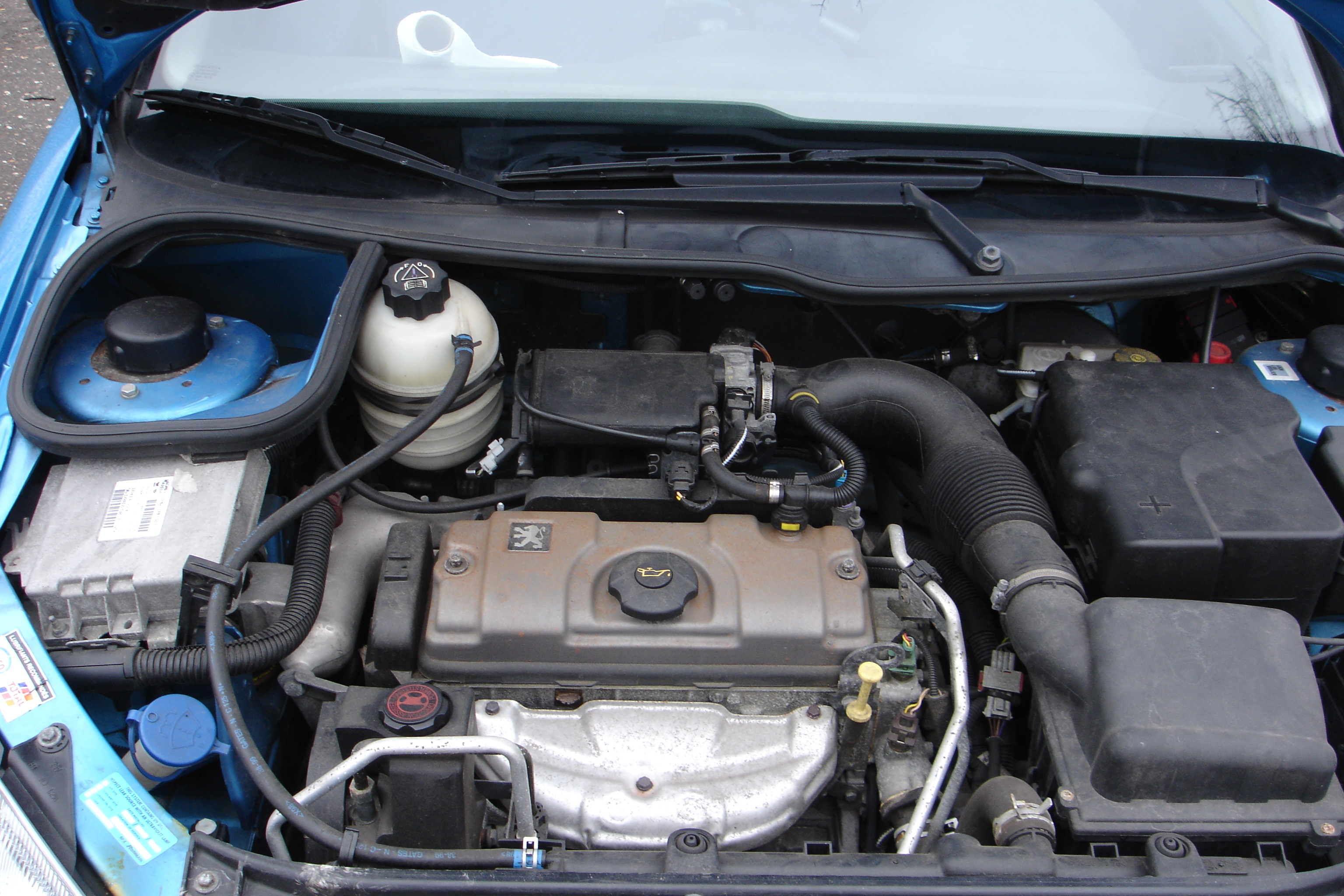
TU1-Reihenmotor im Peugeot 206

Die PSA-TU-Motoren sind eine Serie von kleinen Vierzylinder-Reihenmotoren, die in verschiedenen Peugeot- und Citroën-Autos verwendet werden. Der Motor wurde 1986 mit der Vorstellung des Citroën AX eingeführt, er ersetzte die X-Serie, wobei er viele Komponenten mit seinem Vorgänger gemeinsam hat. Den TU gibt es entweder als Benzin- oder Diesel-Version, welche zur Unterscheidung die Bezeichnung TUD trägt.
Die Leistung der TU-Motoren reicht von 29 bis 92 kW (40 bis 125 PS). Die Benzinversionen haben Hubräume von 954, 1124, 1294, 1360 oder 1587 cm³, die Diesel 1360 oder 1527 cm³.
Der TU-Motor wird bzw. wurde in folgenden Fahrzeugen eingesetzt:
- Peugeot: 106, 205, 206, 207, 309, 306, 307, 405, Bipper, Partner und Hoggar.
- Citroën: AX, Saxo, C2, C3, C4, BX, ZX, Xsara, C15, Nemo und Berlingo.
- Fiat: Fiorino.
- Proton: Tiara.

Der TUD-Motor wurde nur in elf Modellen verwendet, von denen sieben nicht vom PSA-Konzern stammten:
- Peugeot: 106.
- Citroën: AX und Saxo.
- Nissan: Micra.
- Maruti Suzuki: Zen D und Esteem D.
- IKCO: Samand.
- Proton: Tiara.
- Rover: 114D und Mini Metro 100.
- Lada: Samara.

## Bezeichnung, Code
Jeder TU-Motor wird mit einem Versionscode gekennzeichnet, zum Beispiel TU3MC (KDX), der auf eine aufgenietete Aluminiumplakette gestanzt ist.
Die Plakette enthält folgende Informationen:
- Den verwendeten Treibstoff, welcher durch die ersten zwei oder drei Buchstaben angezeigt wird: TU (Benzin) oder TUD (Diesel).
- Die erste Zahl gibt die Hunderter-Stelle des Hubraums an: TU3 steht somit für Benzinmotor 1360 cm³.

Die restlichen Buchstaben oder Zahlen in der Folge geben zusätzliche Hinweise:
- M zeigt an, dass der Kraftstoff von einer elektronischen Monopoint-Saugrohreinspritzung mit (Einzel-Injektor) eingespritzt wird.
- C zeigt eine elektronische Zündung ohne Verteiler. („ruhende“ Zündanlage)
- F zeigt an, dass der Motorblock aus Gusseisen besteht.
- A eine Veränderung (A für „verbessert“) einer früheren Version.
- S ist eine sportliche Variante mit einer höheren Leistung als der Basismotor.
- J besagt, dass der Kraftstoff über eine elektronische Multiport-Kraftstoffeinspritzung mit vier Einspritzdüsen (eine pro Zylinder) zugeführt wird. J unmittelbar gefolgt von einer 2 („J2“) zeigt zwei Ventile pro Zylinder (insgesamt acht), wenn eine 4 („D4“ oder „JP4“), folgt, zeigt dies das Vorhandensein von 16 Ventilen (vier pro Zylinder) an.
- P steht für einen gesteuerten Vergaser.
- 2 oder 0,2 zeigt einen Vergaser mit zwei Drosselklappen.
- 4 oder 0,4 zeigt einen Doppelvergaser.
- TR zeigt eine Version mit einem reduzierten Verdichtungsverhältnis.
- K bedeutet „ohne Katalysator“.
- Z bedeutet „mit Katalysator“.

## TU9
Der TU 954 cm³ war der Motor mit dem kleinsten Hubraum. Seine Bohrung beträgt 70 mm mit einem Hub von 62 mm. Es gibt fünf Versionen. Seine Leistung beträgt 29 kW (40 PS), 33 kW (45 PS) oder seit der Einführung der elektronischen Kraftstoffeinspritzung mit Katalysator 1992 37 kW (50 PS). Er stattete die Einstiegsversionen des Citroën AX, des Peugeot 205, des Peugeot 106 und des Citroën Saxo aus. Das normale Verdichtungsverhältnis betrug 9,4. Die Produktion wurde bei Citroën Saxo und Peugeot 106 seit dem Inkrafttreten der europäischen Abgasnorm Euro III am 1. Januar 2001 eingestellt.
| Version        | Leistung        | Technik                                            | Modelle                               |
| -------------- | --------------- | -------------------------------------------------- | ------------------------------------- |
| TU9/K (C1A)    | 32,5 kW (45 PS) | Vergaser                                           | Citroën AX Peugeot 106 Peugeot 205    |
| TU9/W (C1B)    | 45 PS (32,5 kW) | Vergaser                                           |                                       |
| TU9 TR/K (C3A) | 29 kW (40 PS)   | Vergaser, reduziertes Verdichtungsverhältnis (8,2) | Citroën AX (Deutschland, Niederlande) |
| TU9ML/Z (CDY)  | 33 kW (45 PS)   | elektronische Saugrohreinspritzung, Katalysator    | Citroën AX Citroën Saxo Peugeot 106   |
| TU9ML/Z (CDZ)  | 37 kW (50 PS)   | elektronische Monopoint-Einspritzung, Katalysator  | Citroën Saxo Peugeot 106              |

## TU1

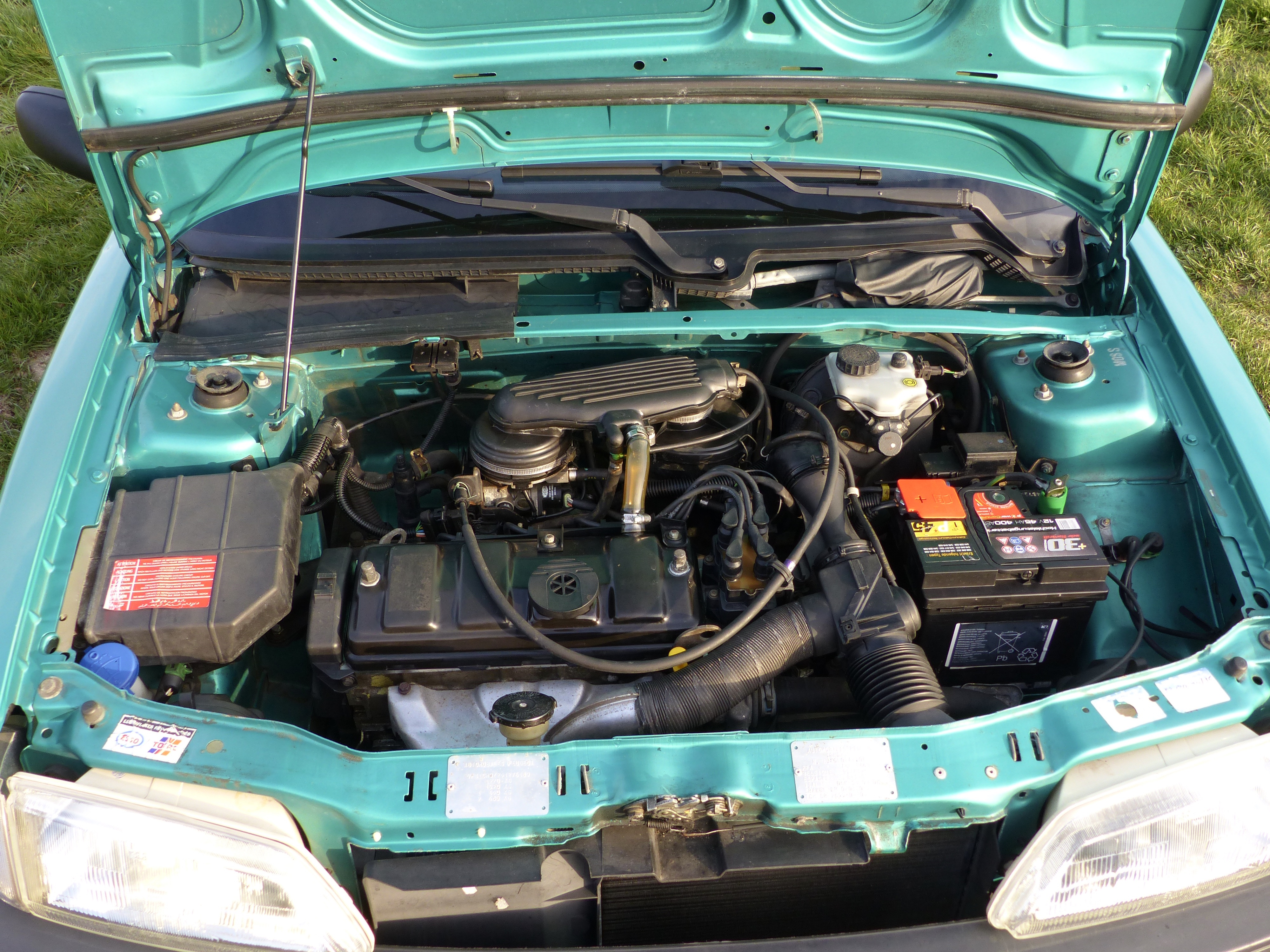
TU1 M/Z mit 60 PS in einem Peugeot 106 mit Magnetti Marelli G6

Der TU1 hat einen Hubraum von 1124 cm³ bei einer Bohrung von 72 mm und einem Hub von 69 mm. Die Leistung betrug zunächst 40,5 kW (55 PS), mit Einführung der elektronischen Einspritzung und des Katalysators im Jahre 1992 wurde sie jedoch auf 44 kW (60 PS) erhöht. Die Einführung der Multi-Point-Einspritzung führte zur Einhaltung des Euro-3-Standards bei gleichbleibender Leistung, es gab lediglich einen kleinen Anstieg des Drehmoments. Dieser Motor war seit 2009 das Einstiegsmodell für Citroën C2 und C3 sowie den Peugeot 206.
| Version  | Leistung        | Technik                                         | Modelle                                                                 |
| -------- | --------------- | ----------------------------------------------- | ----------------------------------------------------------------------- |
| TU1 F2/K | 44 kW (60 PS)   | Vergaser                                        | Peugeot 106                                                             |
| TU1 JP   | 44 kW (60 PS)   | elektronische Saugrohreinspritzung, Katalysator | Peugeot 106 Peugeot 206 Citroën Saxo Citroën C3                         |
| TU1 M/Z  | 44 kW (60 PS)   | elektronische Einspritzung, Katalysator         | Peugeot 106 Peugeot 205 Peugeot 306 Peugeot 309 Citroën AX Citroën Saxo |
| TU1/K    | 40,5 kW (55 PS) | Vergaser                                        | Peugeot 205                                                             |

## TU24
Der TU24 hat einen Hubraum von 1294 cm³ bei einer Bohrung von 75 mm und einem Hub von 73,2 mm. Die Leistung betrug 70 kW (95 PS) für den Citroën AX Sport, sowie für den Peugeot 205 Rallye in einer etwas stärkeren Version 76 kW (103 PS) mit einem kürzeren Ansaugrohr für einen direkteren Lufteinlass. Eine neue Version mit elektronischer Magneti-Marelli-Einspritzung und einem Katalysator mit 74 kW (100 PS) wurde im Jahr 1992 für den Peugeot 106 Rallye entwickelt.
| Version  | Leistung       | Technik                                         | Modelle            |
| -------- | -------------- | ----------------------------------------------- | ------------------ |
| TU24     | 70 kW (95 PS)  | Doppelvergaser                                  | Citroën AX Sport   |
| TU24 Â/K | 76 kW (103 PS) | Doppelvergaser                                  | Peugeot 205 Rallye |
| TU2 J2/Z | 72 kW (98 PS)  | elektronische Saugrohreinspritzung, Katalysator | Peugeot 106 Rallye |

## TU3

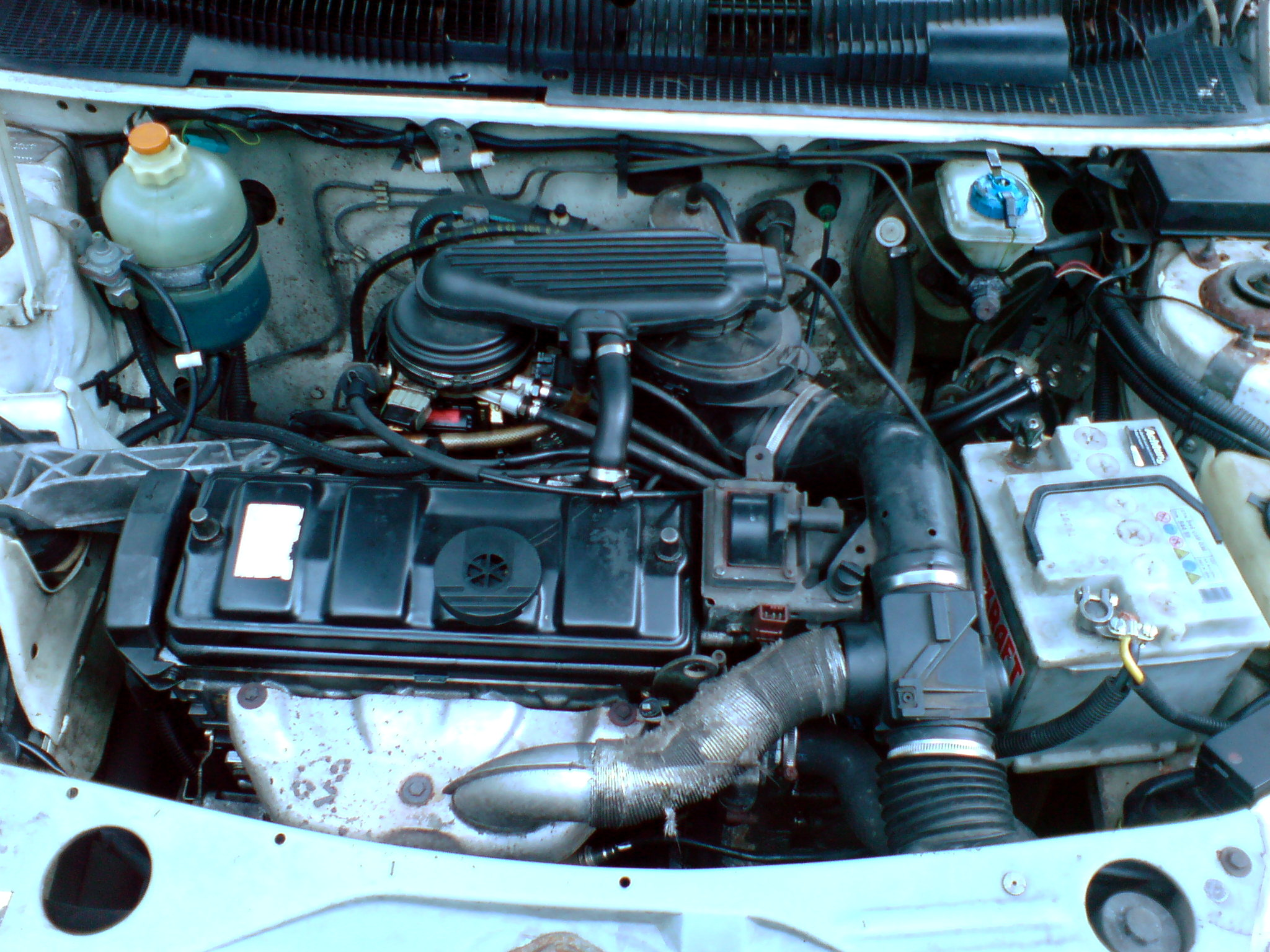
TU3 M/Z mit 75 PS in einem Peugeot 205 GT

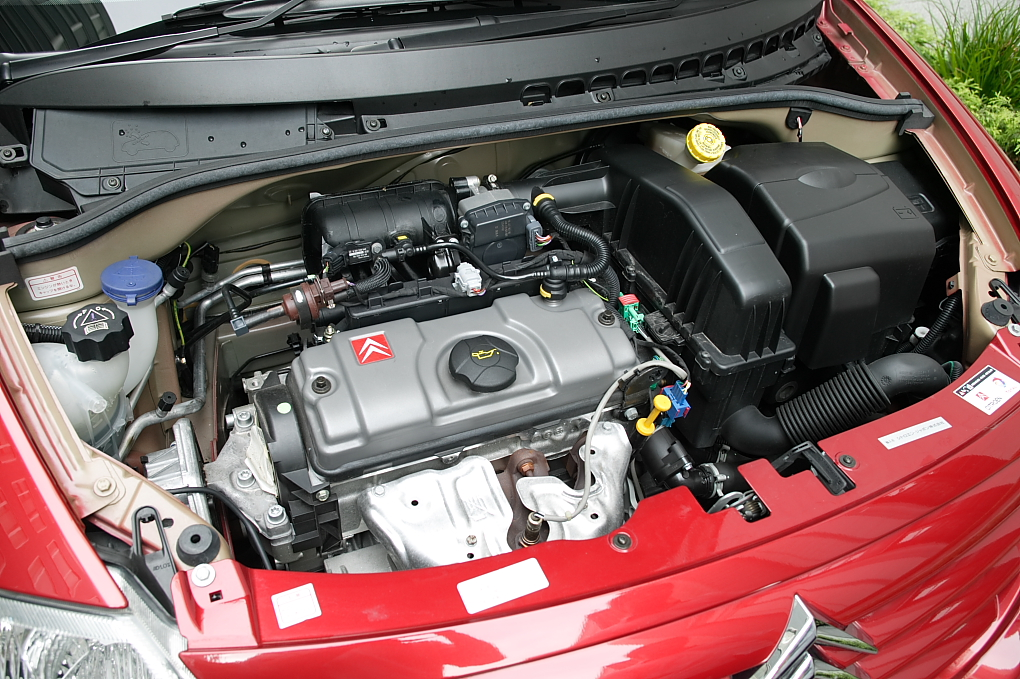
Der TU3 JP mit 75 PS in einem Citroën C3

Der TU3 hat einen Hubraum von 1360 cm³ bei einer Bohrung von 75 mm und einem Hub von 77 mm. Zu Beginn gab es auch Versionen mit einem Einzel- oder Doppelvergaser. Die elektronische Einspritzung wurde im Jahr 1990 für den Citroën AX GTI und den Peugeot 106 XSI eingeführt, diese sorgte für die Steigerung auf 73,5 kW (100 PS) bei 6600 min−1. Ausführungen mit Vergaser wichen im Jahr 1992 den Versionen mit elektronischer Kraftstoffeinspritzung, während die Sport-Versionen im Jahr 1996 verabschiedet wurden.
| Version       | Leistung      | Technik                            | Modelle                                                                            |
| ------------- | ------------- | ---------------------------------- | ---------------------------------------------------------------------------------- |
| TU3 A         | 48 kW (65 PS) | Vergaser                           | Peugeot 405 Peugeot 309                                                            |
| TU3 A (autre) | 55 kW (75 PS) | Doppelvergaser, Katalysator        |                                                                                    |
| TU3 A/K       | 51 kW (70 PS) | Vergaser                           | Peugeot 205 Peugeot 309                                                            |
| TU3.2TR/K     | 52 kW (71 PS) | Vergaser                           | Peugeot 106 Peugeot 306                                                            |
| TU3 F2/K      | 55 kW (75 PS) | Doppelvergaser                     | Peugeot 106 Peugeot 306                                                            |
| TU3 FJ2/K     | 72 kW (98 PS) | elektronische Saugrohreinspritzung | Peugeot 106 XSi Citroën AX GTi                                                     |
| TU3 FJ2/Z     | 69 kW (94 PS) | Einspritzung, Katalysator          | Peugeot 106 XSi Citroën AX GTi                                                     |
| TU3 JP        | 55 kW (75 PS) | Einspritzung, Katalysator          | Peugeot 106 Peugeot 206 Peugeot 306 Peugeot 307 Citroën Saxo Citroën C3 Citroën ZX |
| TU3 M/Z       | 55 kW (75 PS) | Einspritzung, Katalysator          | Peugeot 106 Peugeot 205 Peugeot 306 Peugeot 309 Citroën AX Citroën ZX Citroën BX   |
| TU3 S         | 62 kW (84 PS) | Doppelvergaser                     | Peugeot 205 Peugeot 309 Citroën AX GT                                              |

## TU5
Der TU5 hat einen Hubraum von 1587 cm³ mit einer Bohrung von 78,5 mm und einem Hub von 82 mm. Es gibt Versionen mit acht und mit 16 Ventilen. Die Leistung reicht von 66 kW (90 PS) bis 92 kW (125 PS). Der TU5 wurde sowohl von Citroën als auch von Peugeot im Motorsport eingesetzt.
| Version   | Leistung       | Technik                  | Modelle                                                                                  |
| --------- | -------------- | ------------------------ | ---------------------------------------------------------------------------------------- |
| TU5 JP    | 65 kW (88 PS)  | Einspritzer, Katalysator | Peugeot 206 Peugeot 106 Citroën Saxo Peugeot 306 Citroën Xsara                           |
| TU5 J2/R3 | 76 kW (103 PS) | Einspritzer, Katalysator | Peugeot 106 XSi                                                                          |
| TU5 JP4 B | 66 kW (90 PS)  | 16 Ventile, Katalysator  | Peugeot Partner Citroën Berlingo                                                         |
| TU5 JP4   | 80 kW (109 PS) | 16 Ventile, Katalysator  | Peugeot 206 Peugeot 207 Peugeot 307 Citroën Xsara Citroën C3 Citroën C4 Citroën Berlingo |
| TU5 J4    | 87 kW (118 PS) | 16 Ventile, Katalysator  | Citroën Saxo Peugeot 106                                                                 |
| TU5 JP4 S | 90 kW (122 PS) | 16 Ventile, Katalysator  | Citroën C2                                                                               |

## TUD

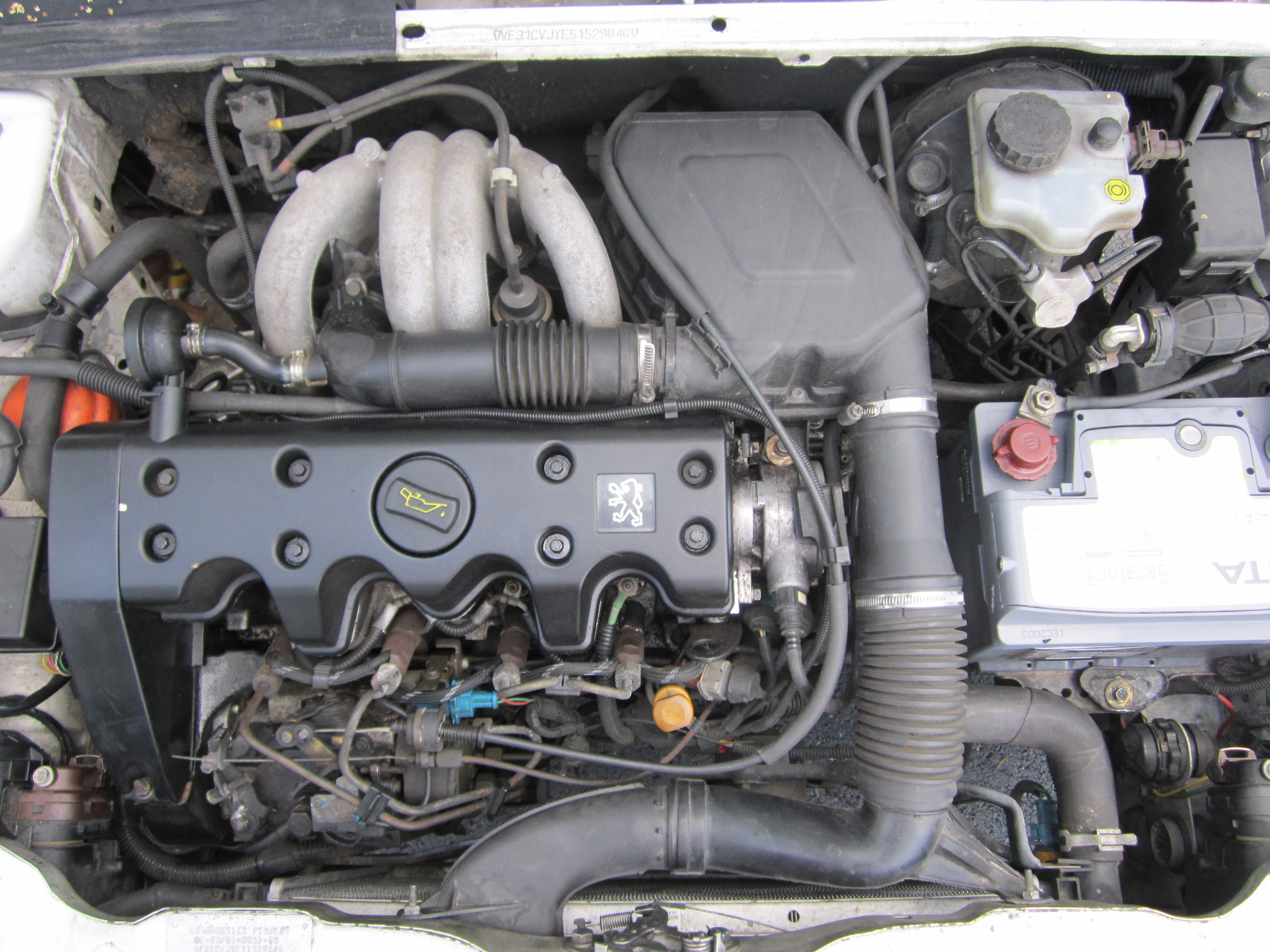
Ein TUD5 in einem Peugeot 106

Der TUD war die Diesel-Variante. Peugeot verwendete zunächst die Zylindergehäuse des TU3 mit 1360 cm³ (Bohrung 75 mm, Hub 77 mm) und nannte ihn daher TUD3, aber 1994 wurde der Hubraum bei einer Bohrung von 77 mm und einem Hub von 82 mm auf 1527 cm³ erhöht und der Motor in TUD5 umbenannt. Es gab ihn mit einer Bosch- oder Lucas-Einspritzpumpe. Er war in einigen Kleinwagen-Modellen des PSA-Konzerns (AX, Saxo, 106) eingebaut und wurde auch an andere Automobilhersteller verkauft, die nicht über kleine Dieselmotoren verfügten. So wurde er beispielsweise von 1993 bis zum Ende der Produktion 1998 im Rover Metro verwendet. Auch die Diesel-Versionen der zweiten Generation des Nissan Micra und des Lada Samara in Europa hatten diesen Motor.
| Version | Leistung      | Technik     | Modelle |
| ------- | ------------- | ----------- | --- |
| TUD3    | 37 kW (50 PS) |             | Peugeot 106 Citroën AX Rover 114D Mini Metro                                                                                         |
| TUD5    | 42 kW (57 PS) | Katalysator | Peugeot 106 Citroën Saxo Citroën AX Nissan Micra Maruti Zen Maruti Esteem IKCO Samand Proton Tiara Rover 115D Mini Metro Lada Samara |